# Ново Змирново
Ново Змирново (мкд. Ново Змирново) је насеље у Северној Македонији, у јужном делу државе. Ново Змирново припада општини Битољ.

## Географија
Насеље Ново Змирново је смештено у јужном делу Северне Македоније. Од најближег већег града, Битоља, насеље је удаљено 12 km северно.
Ново Змирново се налази у западном делу Пелагоније, највеће висоравни Северне Македоније. Око села се пружа поље, на реци Шемници, док се на северу издиже планина Древеник, а на југу Облаковска планина. Надморска висина насеља је приближно 600 метара.
Клима у насељу је умереноконтинентална.

## Становништво
Ново Змирново је према последњем попису из 2021. године имало 23 становника.
| Национални састав према попису из 2021.‍ | Национални састав према попису из 2021.‍ | Национални састав према попису из 2021.‍ | Национални састав према попису из 2021.‍ | Национални састав према попису из 2021.‍ |
| --------------------------------------- | --------------------------------------- | --------------------------------------- | --------------------------------------- | --------------------------------------- |
|                                         |                                         |                                         |                                         |                                         |
| Македонци                               | Македонци                               |                                         | 23                                      | 100%                                    |

Већинска вероисповест био је православље.